# Lamborghini Countach
Pour les articles homonymes, voir Lamborghini (homonymie).
Ne doit pas être confondu avec Lamborghini Countach LPI 800-4.
La Lamborghini Countach est une supercar GT à moteur V12 du constructeur automobile italien Lamborghini, produite à 2 042 exemplaires entre 1974 et 1990. Elle est, après la Lamborghini Miura (1966-1973) et avant la Lamborghini Diablo (1990-2001), une des voitures de sport de série les plus rapides, performantes et emblématiques de son époque.

## Histoire
Ferruccio Lamborghini entre dans la légende de l'histoire de l'automobile en présentant le prototype de sa nouvelle Lamborghini Countach au salon international de l'automobile de Genève de 1971, pour succéder à sa Lamborghini Miura de 1966, et pour rivaliser avec la Ferrari 365 Daytona de 1968 de son voisin Enzo Ferrari de Maranello.

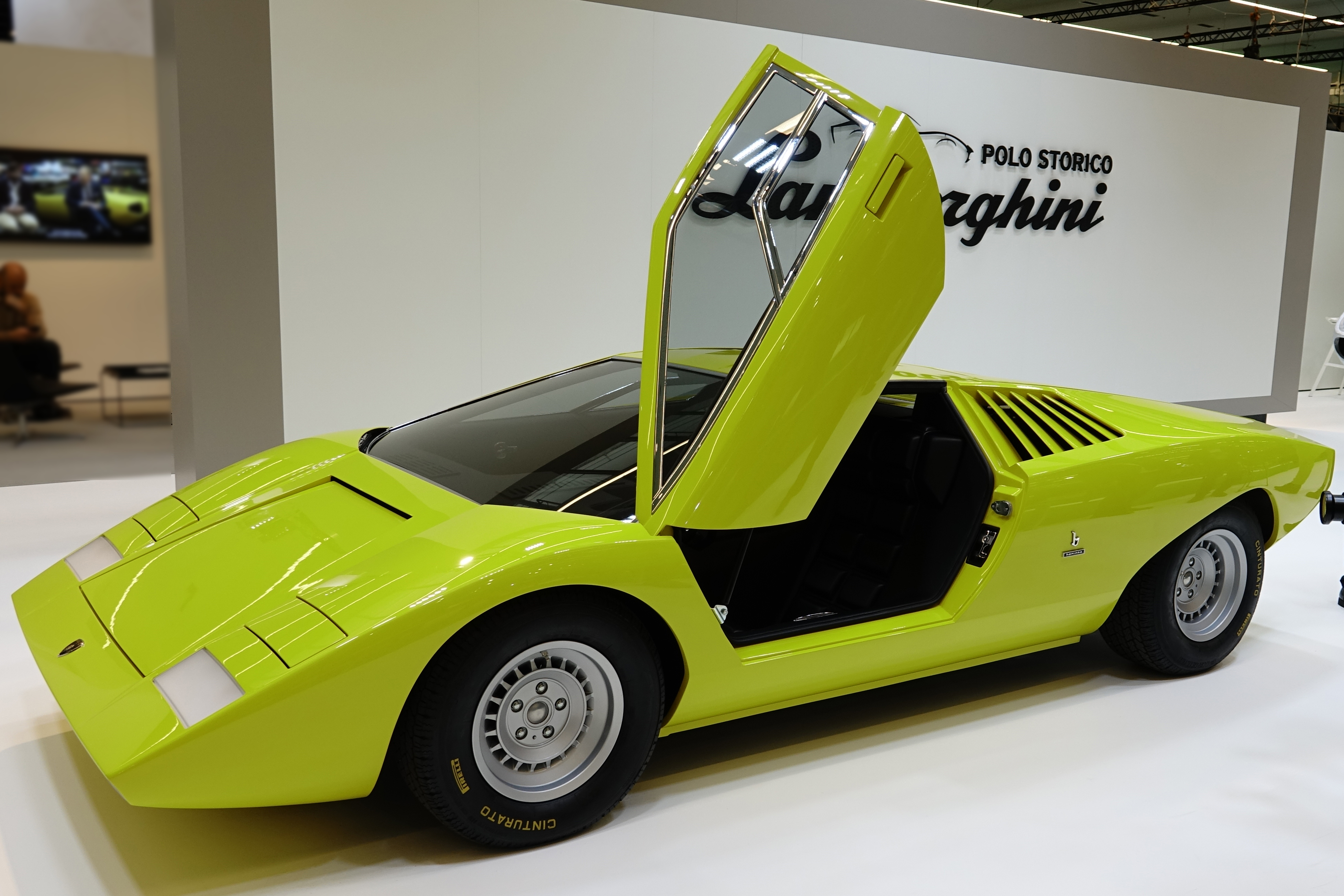
Premier concept car Countach LP 500 de 1971.
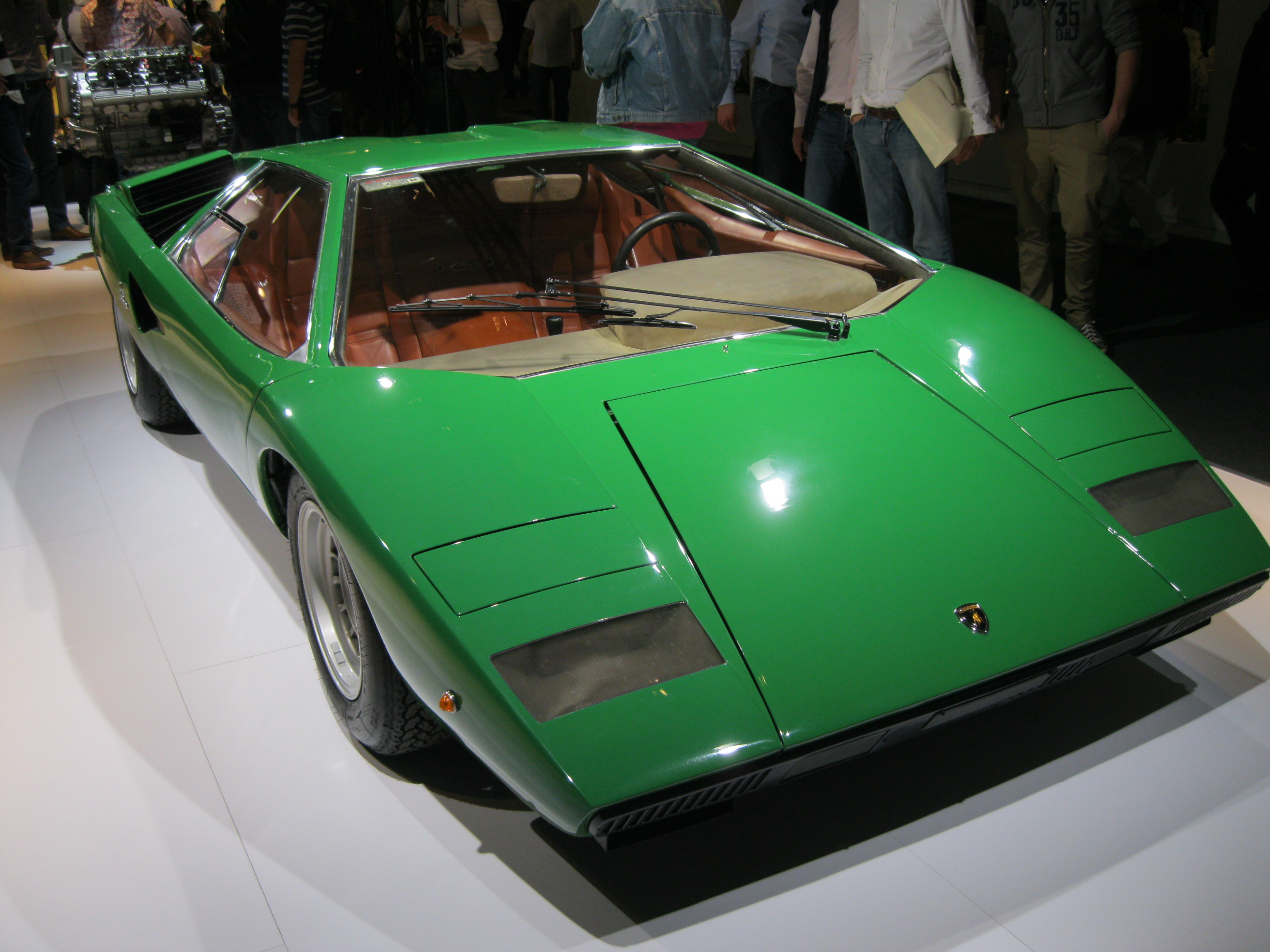
Première Countach LP400 de 1974.
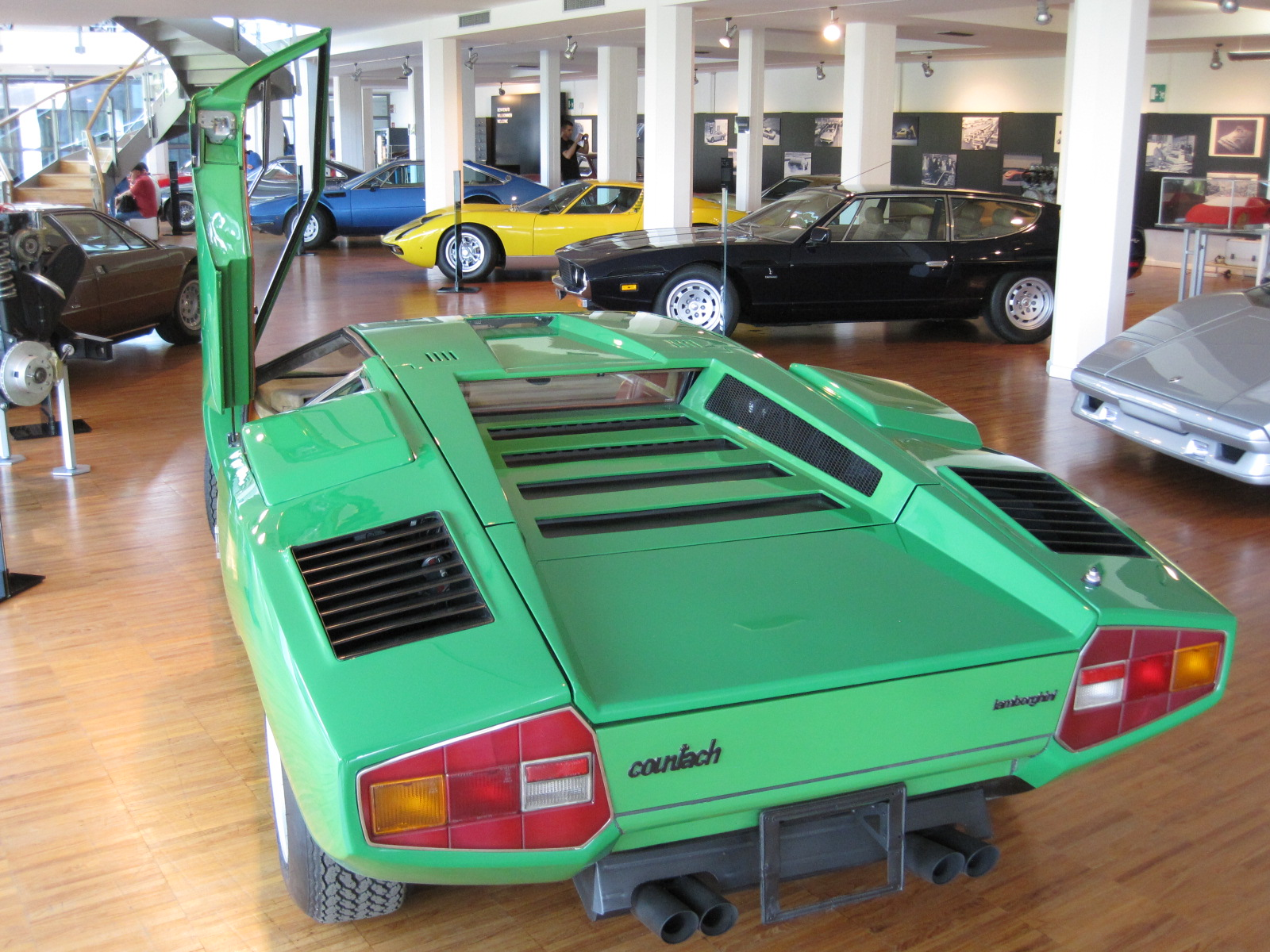
Musée Lamborghini de Sant'Agata Bolognese.

Le nom « Countach » provient d'une expression d'argot piémontais signifiant « fabuleux ». Il marque l'expression d'étonnement et d'admiration qu'aurait lâché l'industriel turinois Bertone, à la vue de la voiture, sortie sur route pour la première fois.

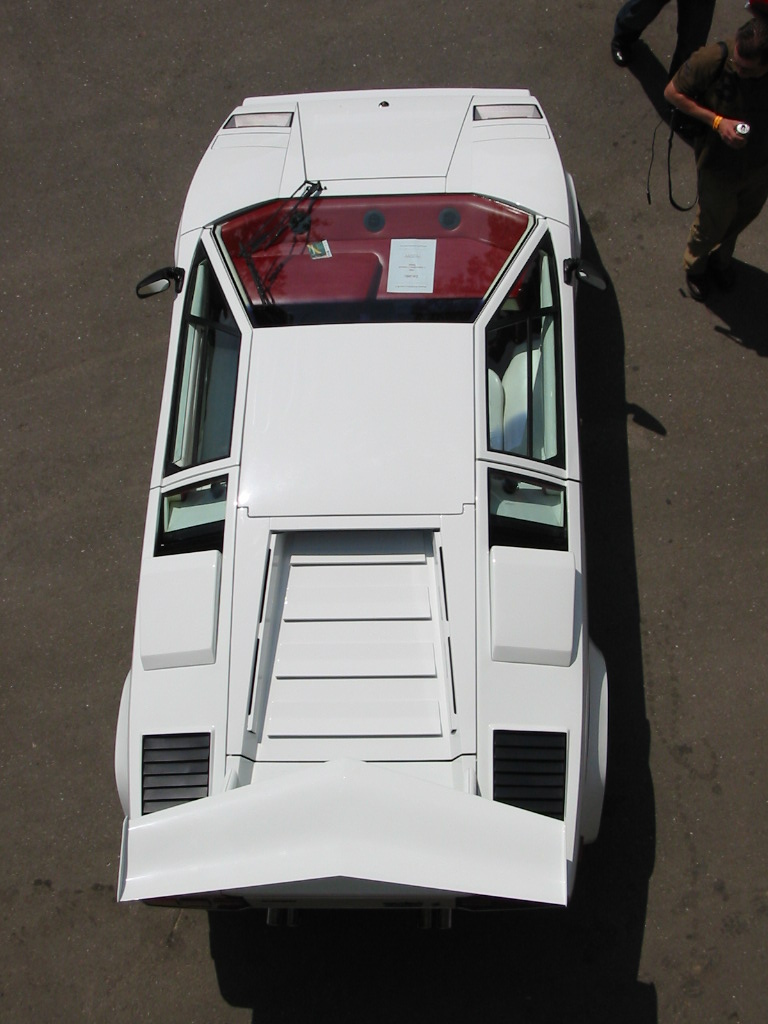
Vue de dessus.

La Lamborghini Countach est réalisée en réaction à la Lamborghini Jarama (1966) que l'ingénieur Paolo Stanzani considérait comme trop sage pour Lamborghini. Paolo Stanzani demanda alors à Marcello Gandini, chef-designer emblématique de Bertone, de dessiner la voiture la plus extravagante et futuriste possible de l'époque.
La Lamborghini Countach est alors, avec sa rivale la Ferrari BB de 1973, la voiture sportive de série la plus performante et emblématique des années 1970, puis des années 1980 avec ses rivales Ferrari 288 GTO et Ferrari Testarossa de 1984, puis Ferrari F40 de 1987, jusqu'à la Lamborghini Diablo qui lui succède en 1990.

## Technique

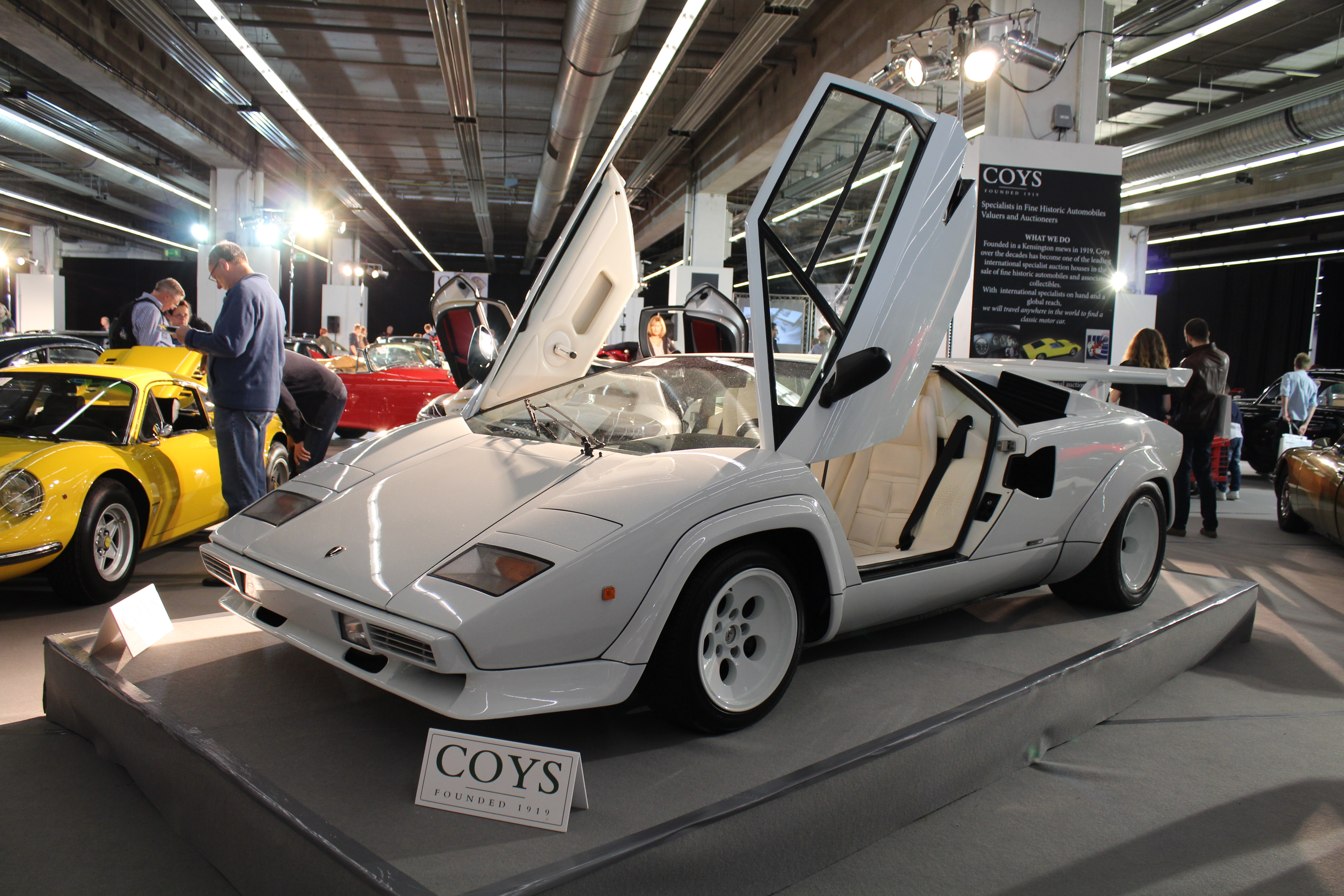

Lors du salon international de l'automobile de Genève en mars 1971, Lamborghini présente un concept car nommée « Lamborghini Countach LP 500 ». Une fabrication en série du véhicule n'était pas envisagée, mais l'étude plaît, si bien que Lamborghini se décide à réaliser et commercialiser un modèle lui ressemblant. Toutefois, de nombreux détails sont modifiés. Le moteur V12 Lamborghini de 5 litres du prototype LP500 est devenu en 1974, avec la LP400, un 4 litres qui allait néanmoins devenir célèbre. Le nom « LP » signifie « Longitudinale Posteriore » en référence à la position du moteur. Le véhicule est produit de 1974 à 1978 comme Lamborghini Countach LP400. Il dispose du moteur V12 Lamborghini de 3 929 cm3 développant 375 ch pour 306 km/h de vitesse de pointe (la voiture de sport de série la plus rapide d'alors). Le moteur est inséré axialement, contrairement à la Lamborghini Miura. 

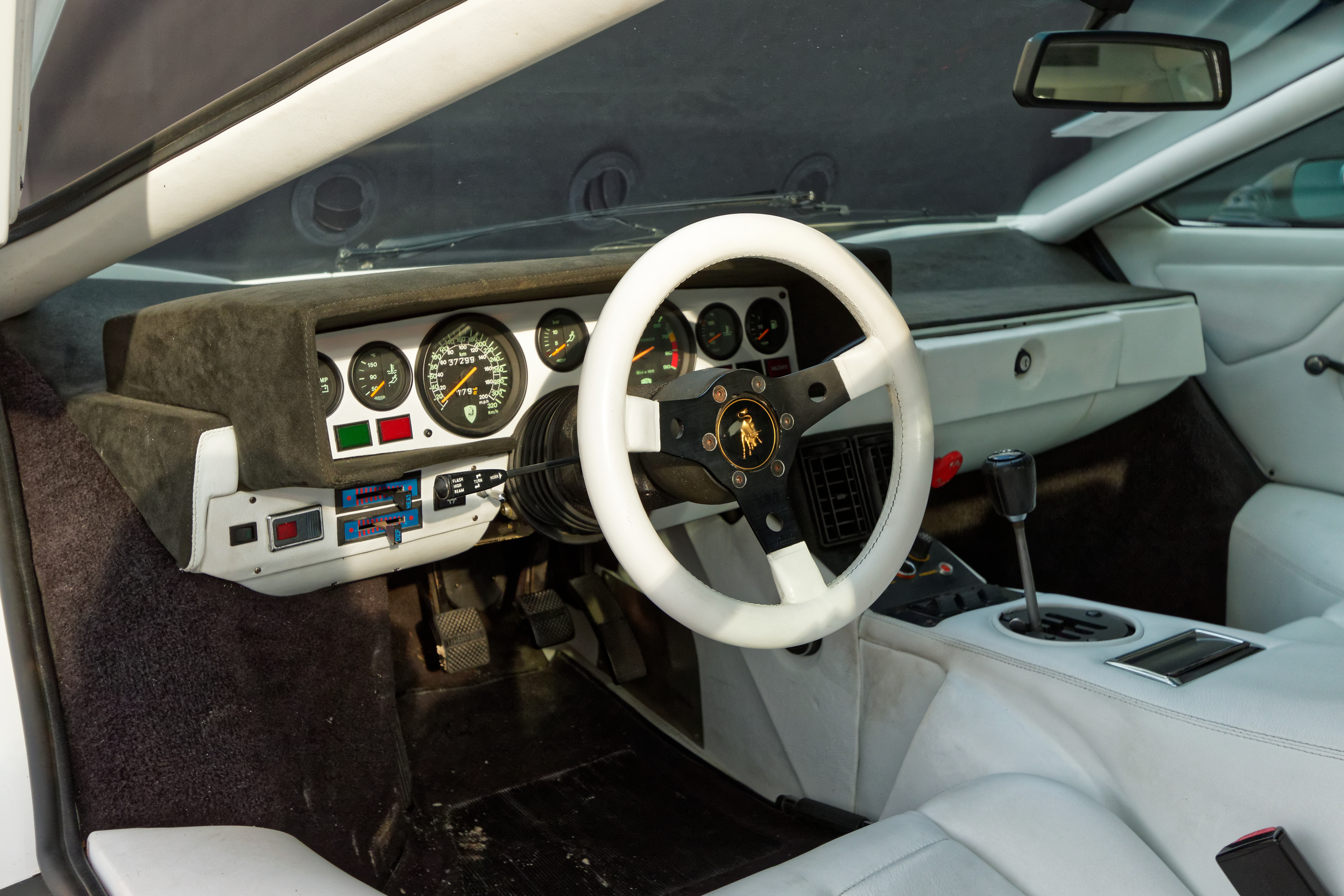

La Lamborghini Miura est arrondie, le design de la Countach est angulaire, inspiré des précédents concept-cars 
avant-gardistes futuristes Alfa Romeo Carabo (1968) et Lancia Stratos Zero (1970) de Marcello Gandini et Nuccio Bertone. Le pare-brise et l'arrière fastback sont extrêmement plats et les portes en élytres s'ouvrent en quart de cercle vers l'avant, parallèlement à la carrosserie tout comme le concept-car Alfa Romeo Carabo présenté au salon de Paris par Bertone en octobre 1968 (principe que l'on retrouvera sur la Diablo, la Murciélago, la Reventón, l'Aventador puis la Revuelto), ce qui soulève la question de la sortie du véhicule si la voiture se retrouve sur le toit, tout comme les portes papillons.

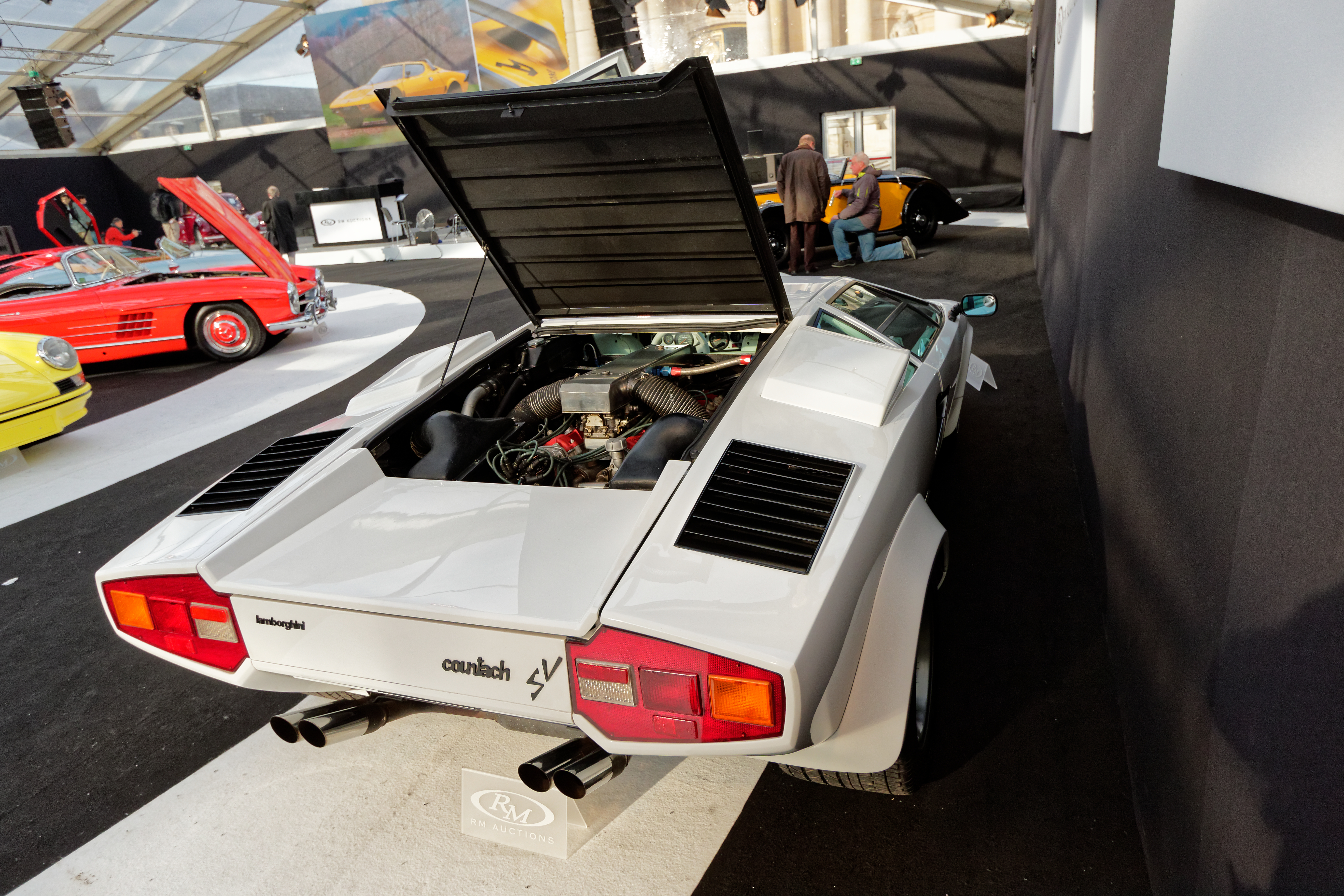

La boîte de vitesses à cinq rapports est placée devant le moteur, et de là l'arbre primaire traverse le carter d'huile pour atteindre la transmission arrière. Cette disposition novatrice, déjà rencontrée sur le monospace Stout Scarab en 1934 mais avec un moteur à cheval sur l'essieu arrière comme la Triumph 1300 de 1965 mais ici à l'avant, sera reprise sur les Lamborghini ultérieures à douze cylindres ainsi que les Bugatti à seize cylindres, Veyron puis Chiron. Contrairement au monocoque de la Miura, la Countach a un châssis treillis (tubulaire), mais la carrosserie est toujours signée Bertone.
La LP400 est pendant dix ans la Lamborghini la plus rapide, avec des performances nettement accrues avec la LP500S. 
Le dirigeant américain de Chrysler Lee Iacocca admire tellement la Countach qu'il déclare lors de son rachat de Lamborghini en 1987 « J'ai tellement aimé la Countach que j'ai acheté la société d'emblée... ».

## Modèles

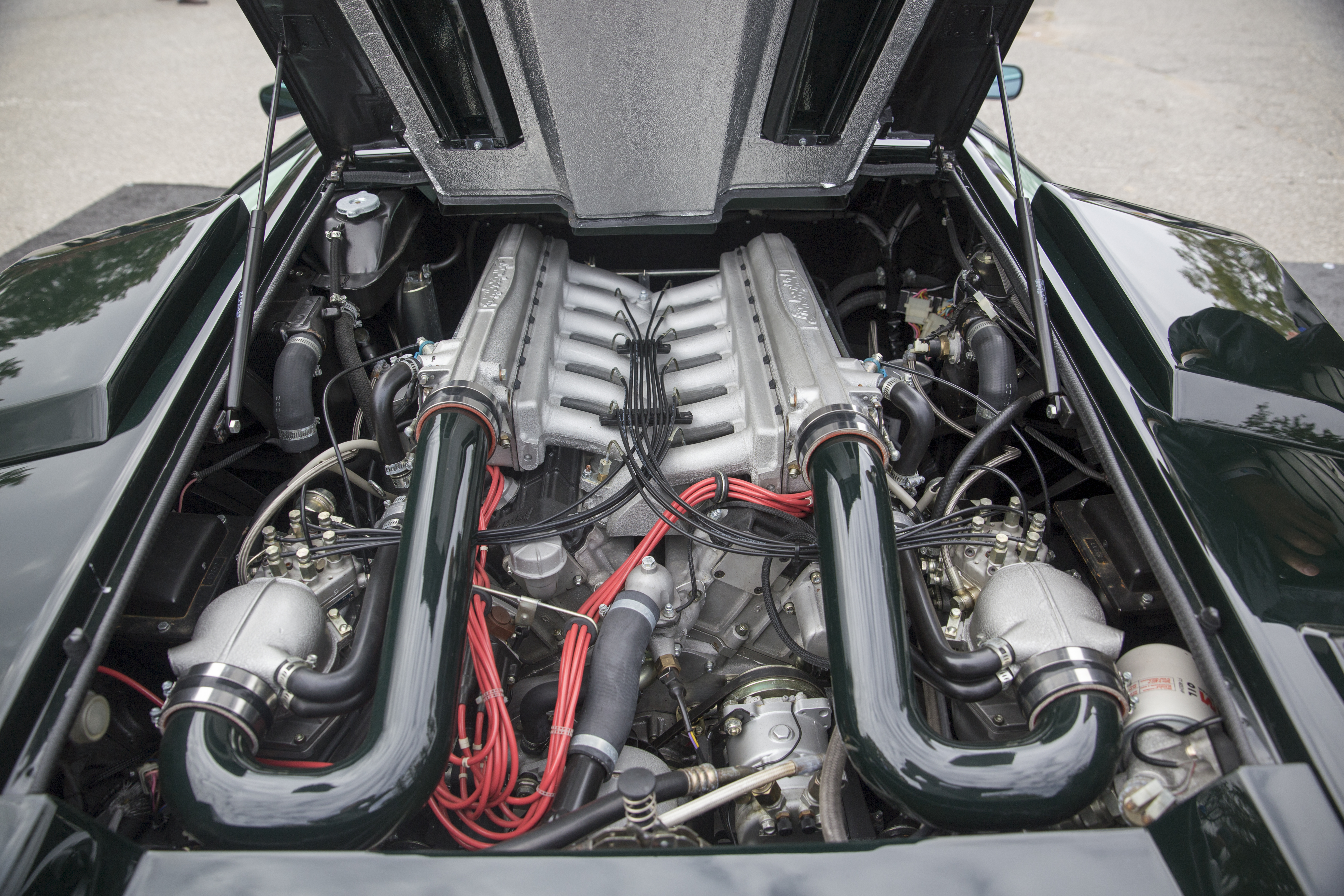
Moteur V12 Lamborghini Countach.

Lamborghini a assemblé un total de 2 042 exemplaires : 
- LP 500 : 1 concept car (1971)
- LP 112 : 1 prototype détruit lors du crash test destiné à l'homologation[1]
- LP400 : 158 exemplaires.
- LP400S : 237 exemplaires.
- LP500S : 323 exemplaires.
- LP5000QV (pour quattrovalvole) : 610 exemplaires.
- Evoluzione : 1 concept car (1987)
- 25e anniversaire : 650 exemplaires.
- LPI 800-4 : 112 exemplaires (en hommage en 2021 au nom et design du précédent modèle historique de la marque).

### LP 400

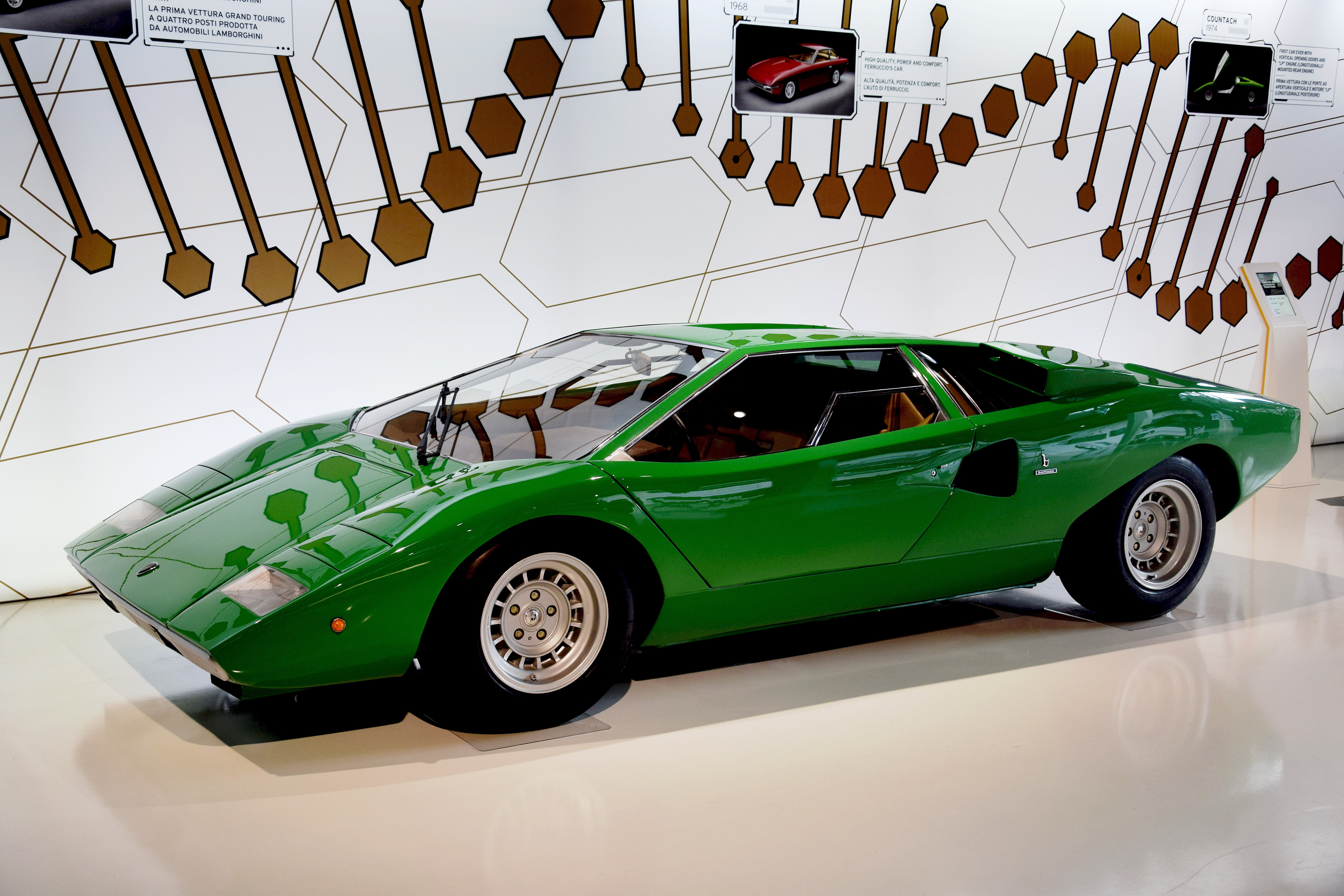

La Lamborghini Countach entre en production en 1974. La première version du véhicule est dotée d'un moteur de 3,9 litres (3929 cm³). Elle est reconnaissable entre autres par la fluidité de ses lignes et par ses pneus plus étroits que les versions suivantes. La LP 400 est la version la plus aérodynamique d'entre toutes. 158 exemplaires ont été produits.

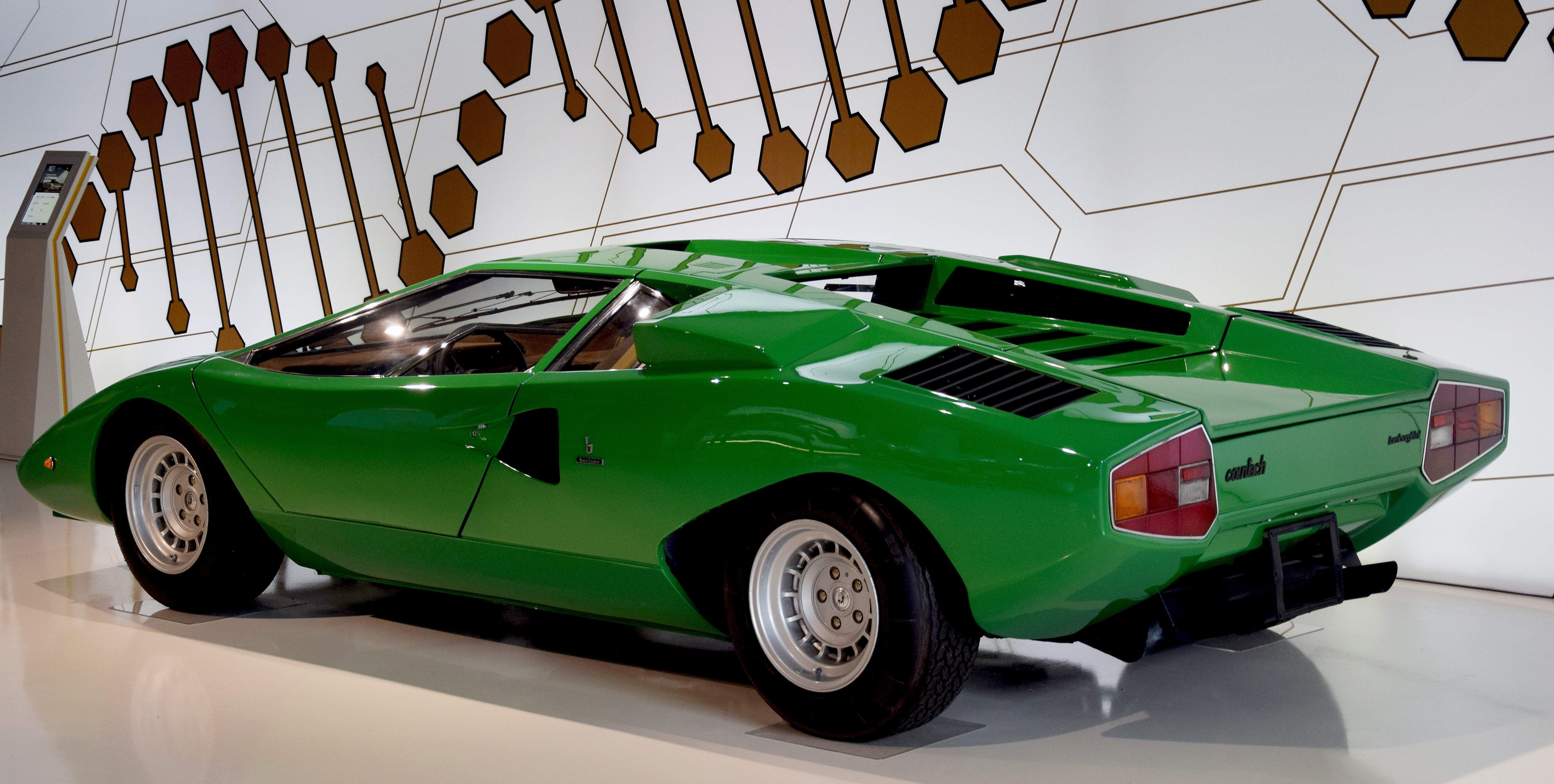
LP 400.

Il existe une LP 400 sans la saignée de toit, caractéristique du rétroviseur périscopique. Certaines LP 400 sont modifiées à la suite des demandes spéciales du canadien Walter Wolf, les « Countach Wolf ». Une trentaine de LP 400 sont transformées en modèles « S » à partir de 1978, année de l'introduction de la Countach S. Une quinzaine sont faites par l'usine ; trois sont modifiés par Bob Wallace (en) avec un moteur turbo et une dizaine sont modifiées par Albert Mardikian dont deux célèbres conversions en targa. À la suite du retour de la spéculation autour des automobiles de prestige classiques, entre 2012 et 2016, la presque totalité de ces Countach modifiées est remise en configuration d'origine. 

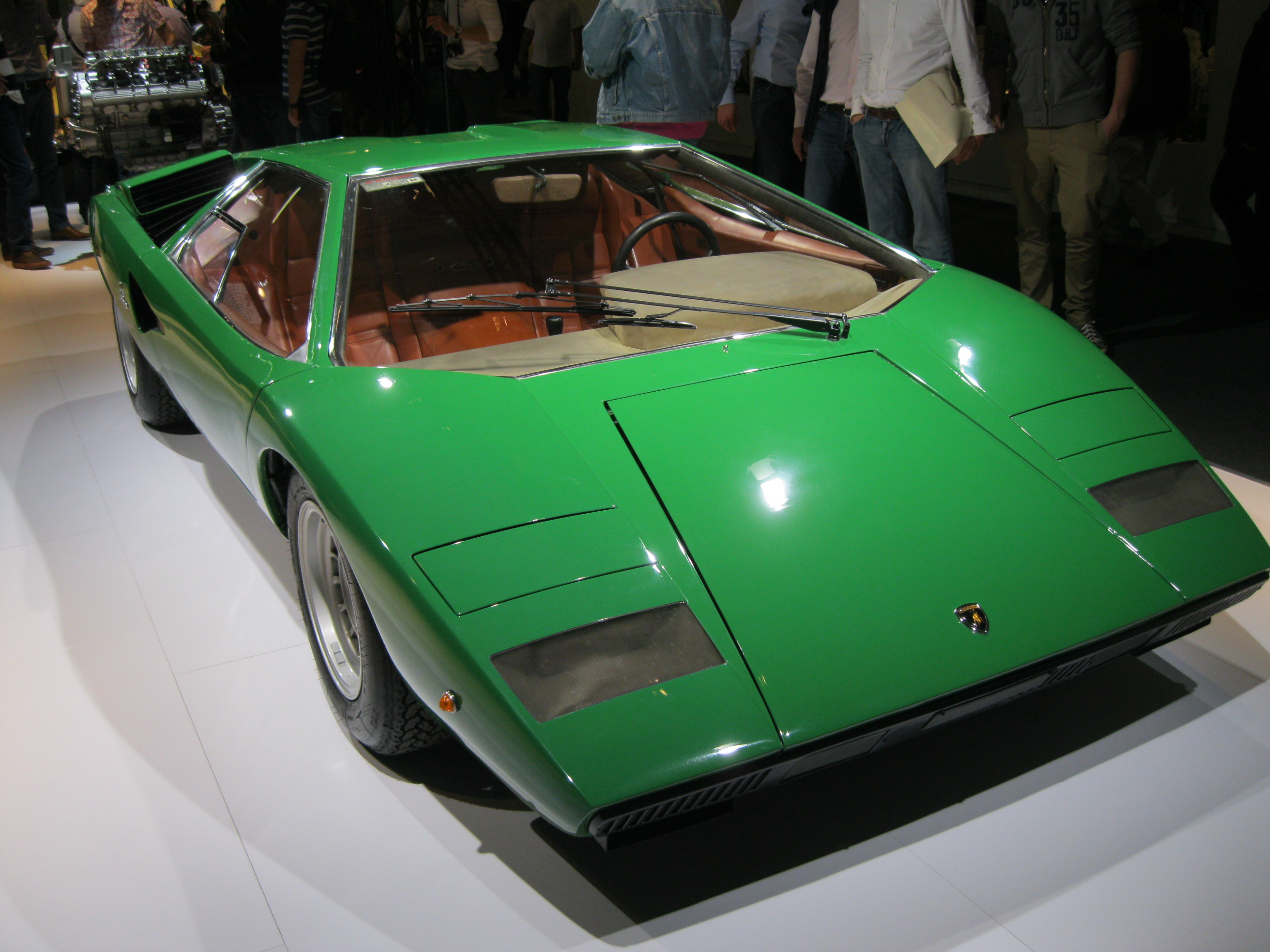

Si les modèles LP 400 style « S » font partie des Countach les plus aimées par les fans de Countach, elles sont peu connues des spéculateurs : ainsi, en 2016, on ne compte pas plus de cinq Countach style S encore existantes, dont une turbo Wallace. Concernant ce modèle, Pierluigi Mori, ancien pilote d'essai Lamborghini, explique : "Je ne dirais pas que la voiture était dangereuse, parce que si vous ne voulez pas aller vite vous levez le pied sur l'accélérateur et il n'y a pas de problème. Cependant ce n'était pas une voiture sympathique et belle à conduire. Elle devenait légère à une certaine vitesse et si c'était un peu cahoteux la voiture devenait instable. Mon expérience avec l'une d'elles sur une ligne droite, à 270 km/h, fait que je me suis retrouvé complètement à gauche sur la route, sans toucher le volant. Comment dire, avec des mots simples, je n'ai pas sali mon pantalon mais presque".

### LP 400 S

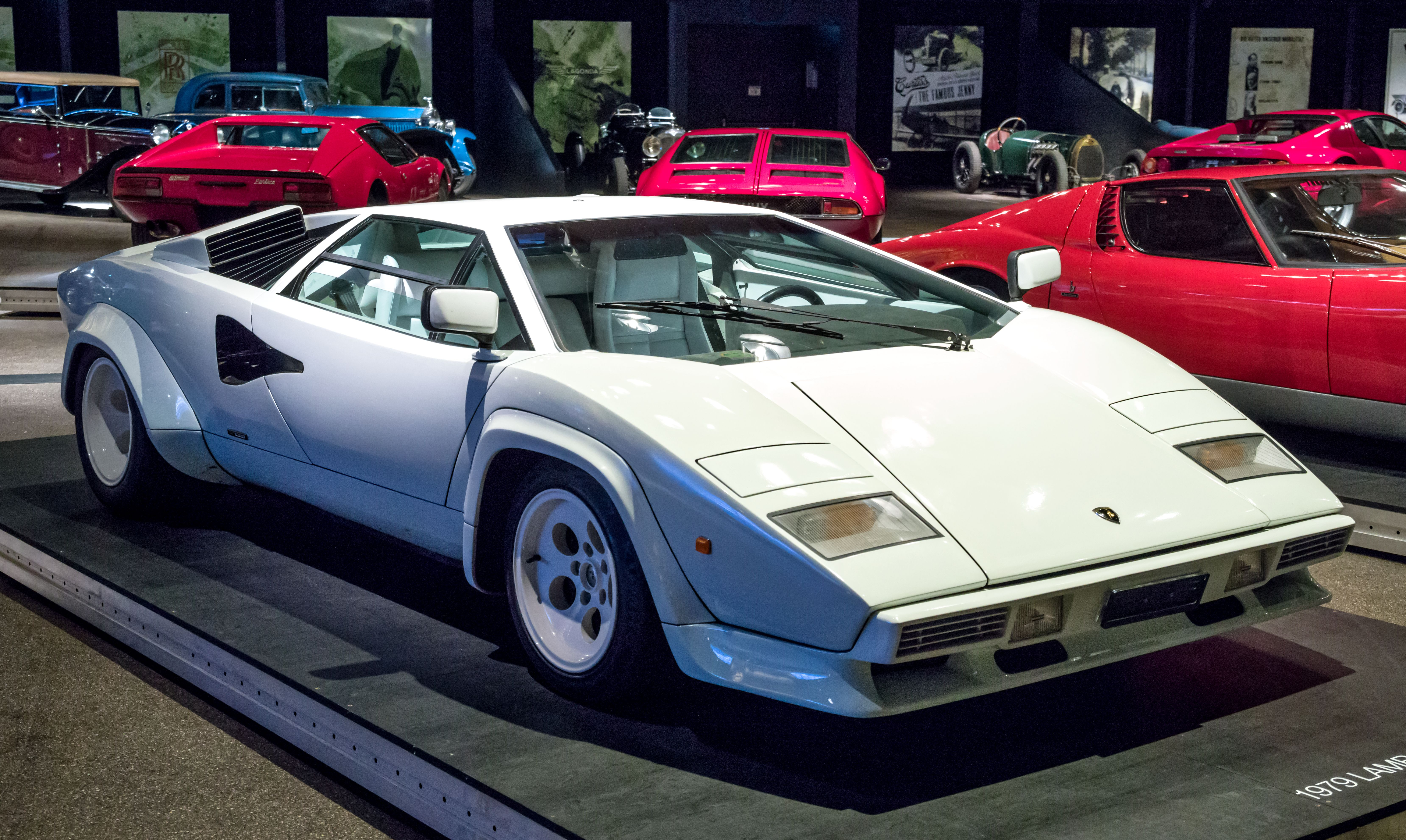
LP 400S.

Face aux difficultés financières dues à la crise économique, Lamborghini fait évoluer la Countach. Cette version est introduite en 1978. 

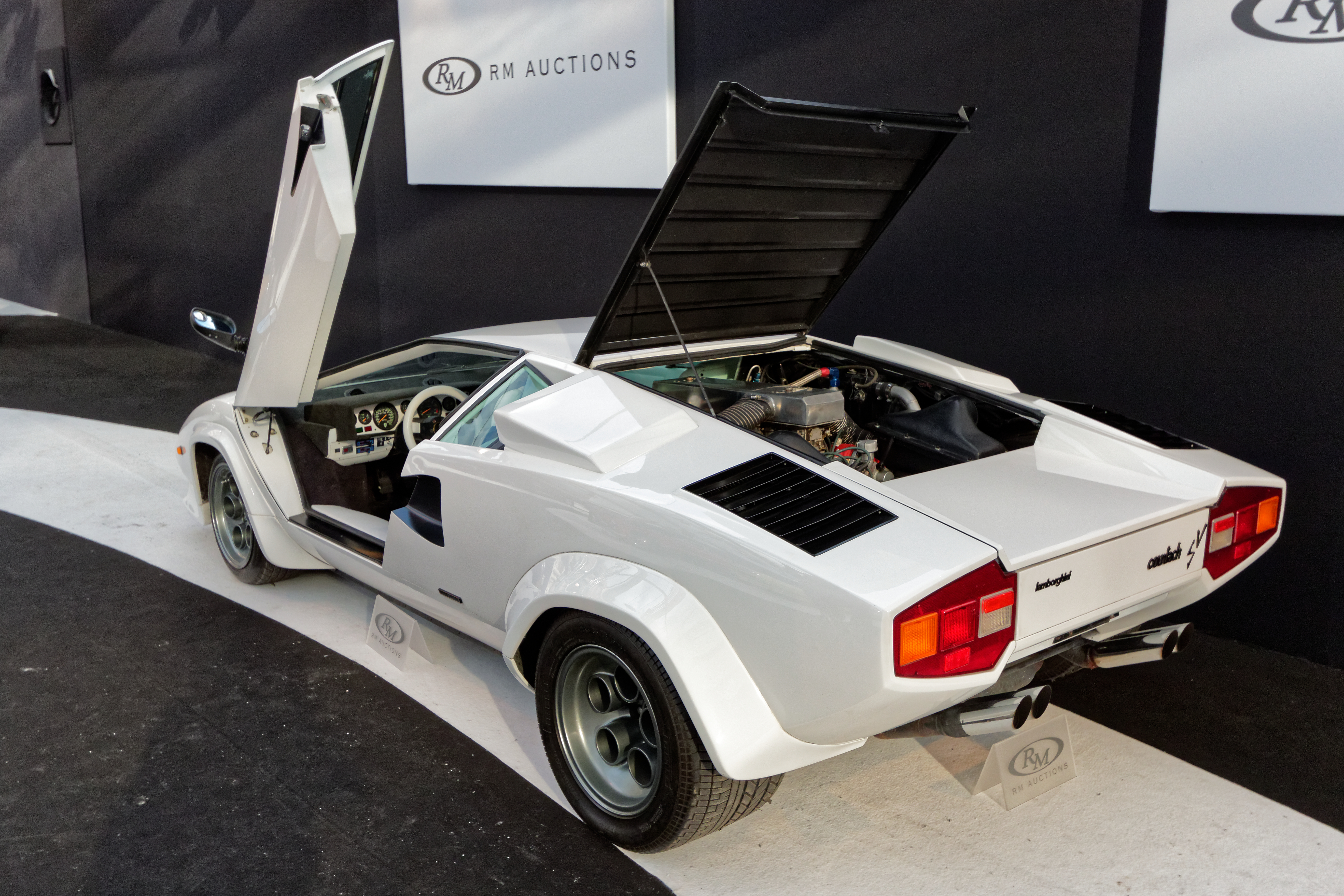

Les changements les plus importants sont sans doute l'ajout de jupes en fibre de verre sur les passages de roues dues à la taille des nouveaux pneumatiques qui sont plus larges. La voiture gardera cette allure jusqu'à la fin de sa production. Les pneus sont remplacés par des Pirelli P7 pour lui donner plus d’adhérence. Les jantes sont dites « Bravo », reprenant le dessin du prototype Bertone p114 Bravo (LP 400 S série 1) et par la suite dites « téléphone », avec un dessin revu à partir de 1980 (introduites à partir de la série 2). Un aileron en V est optionnel et, bien qu'il augmente la stabilité à haute vitesse, celui-ci réduit la vitesse de pointe de 16 km/h (la plupart des acheteurs ont commandé l'aileron). Des changements mineurs sont aussi apportés au moteur. L'emblème à l’arrière se voit complété d'un « S » et les feux arrière reçoivent de petits rectangles réfléchissants en plus des trois carrés lumineux.
La LP 400 S est déclinée en trois séries :

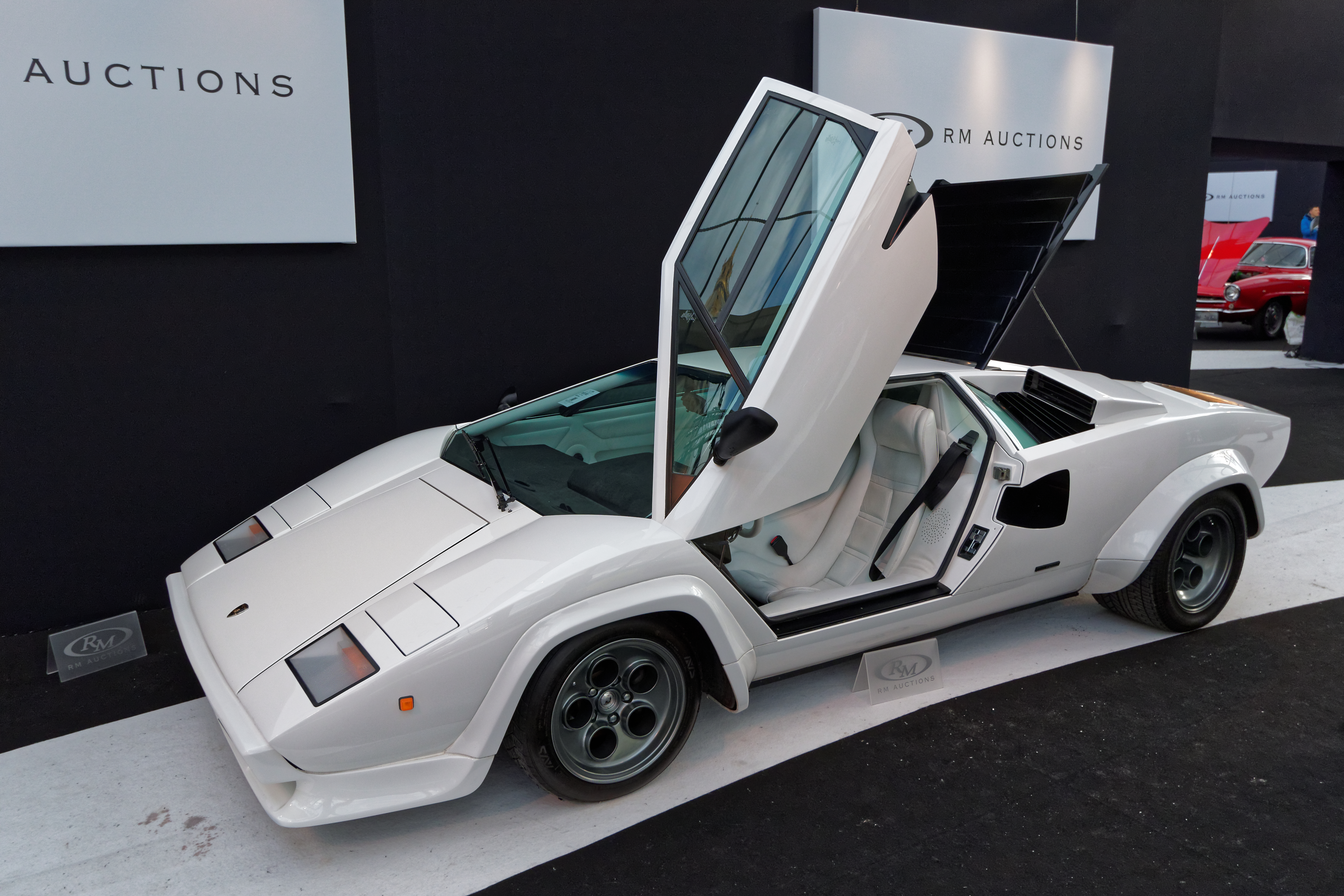

- Série 1 : carrosserie « lowbody », jantes Campagnolo Bravo, moteur pouvant aller jusqu'à plus de 400 ch (le prototype d'homologation américain est doté d'un moteur développant 430 ch), rétroviseurs extérieurs de style « obus » repris de la LP 400 périscope, aileron Dallara en option. 50 exemplaires sont fabriqués. C'est l'un des modèles de Lamborghini les plus recherchés par les collectionneurs. Il existe deux LP 400 S série 1 ayant le rétroviseur périscopique de la LP 400 sur le toit ; toutes les autres ont un toit lisse.

- Série 2 : toujours en configuration « lowbody », elle se distingue de la version 1 par l'adoption de nouvelles jantes (reprises du dessin des Bravo mais épurées), de rétroviseurs beaucoup plus larges et par l'adoption de petits volets latéraux sur l'aileron (à partir de mi-1980, les premières versions auront droit au même aileron que la S1), toujours en option. L'option périscope sur le toit est arrêtée. C'est cette version que possède, jusqu'à la fin de ses jours, Ferrucio Lamborghini. 105 exemplaires seront construits.

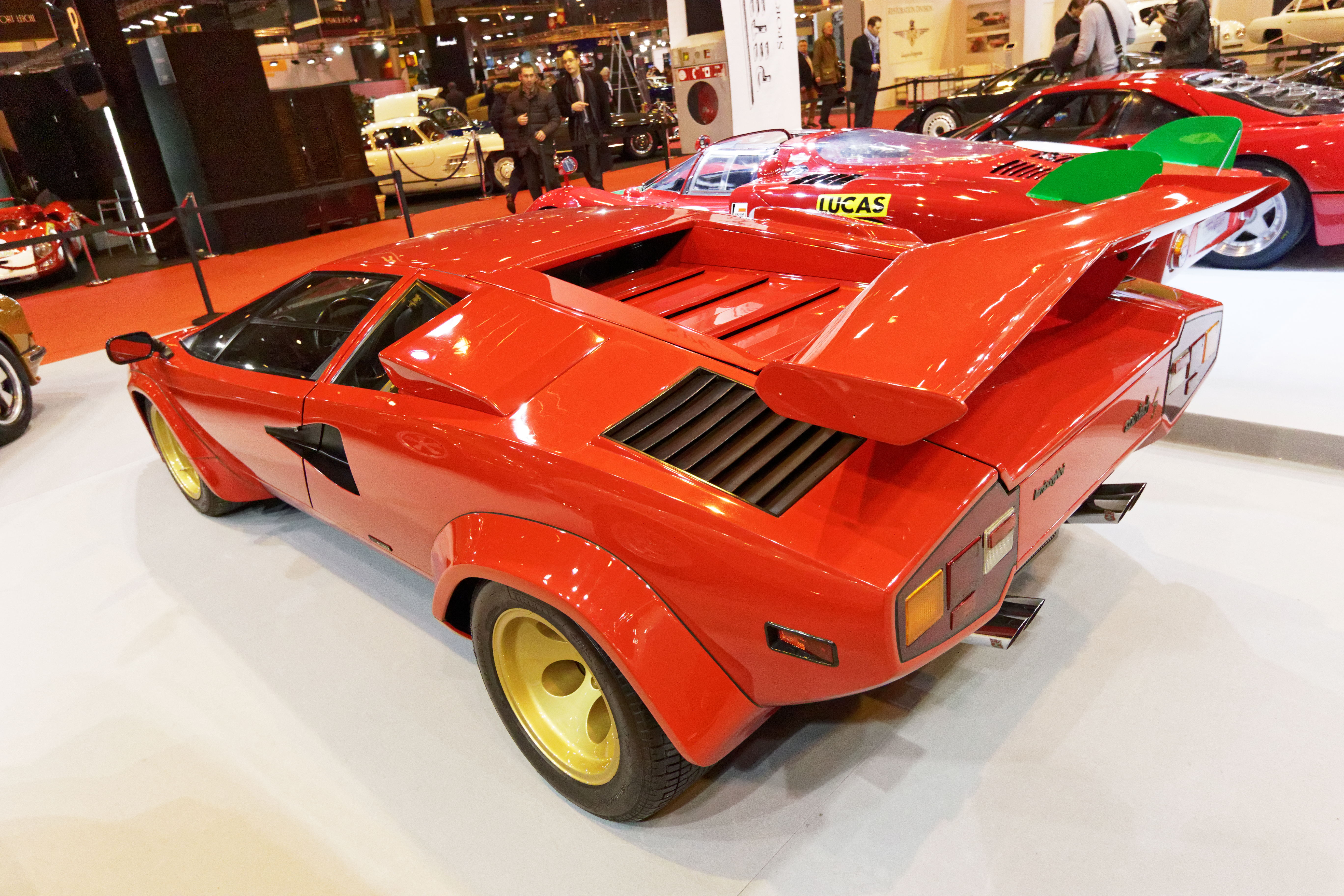

- Série 3 : la série trois marque un tournant majeur car l'ingénieur Alfieri décide d'augmenter la garde au toit de 3 cm. Les suspensions sont ainsi revues et rehaussées, ce qui change l'ergonomie de la voiture. La voiture n'est donc plus une « lowbody » et a un aspect moins ramassé : cette modification permet à la Countach d'accueillir des personnes de plus grande taille — jusque-là, les personnes de plus d'1,75 m avaient des difficultés à la conduire. Surtout, le spoiler avant est désormais moins sujet à la casse sur des routes accidentées ou dos-d'ânes. Elle développe (353 ch pour les versions de base et un 0 à 100 km/h en 6,5 s). De nouveaux rétroviseurs apparaissent sur les derniers modèles construits, et sont ensuite repris sur la 5000 S. 82  exemplaires seront construits.

### LP 500 S

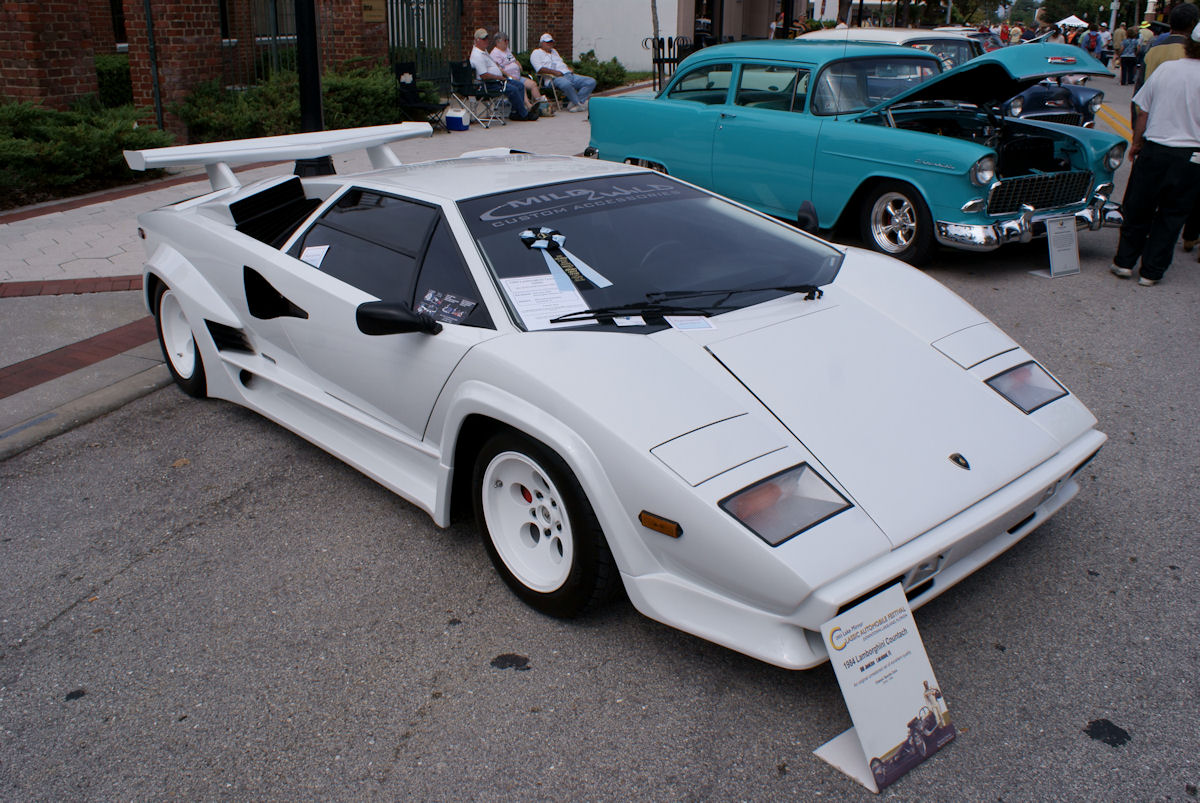
LP 500S.

À la suite du rachat de Lamborghini par le groupe Mimran, la Countach doit évoluer. C'est le rôle de la LP 500 S, nommée « 500 S » aux États-Unis. L'ingénieur Alfieri décide de faire évoluer le groupe motopropulseur : cette version, introduite en 1982, reçoit un gros moteur de 4,8 L. Les performances sont accrues et les 375 ch d'origine sont bien là — certaines LP 400 S ne disposant réellement que de 360 ch. L'intérieur est revu. Les contre-portes et le tableau de bord sont légèrement redessinés. Sur la malle arrière figure la mention « 500 S » et on l'équipe de nouveaux rétroviseurs.

### LP 5000 QV

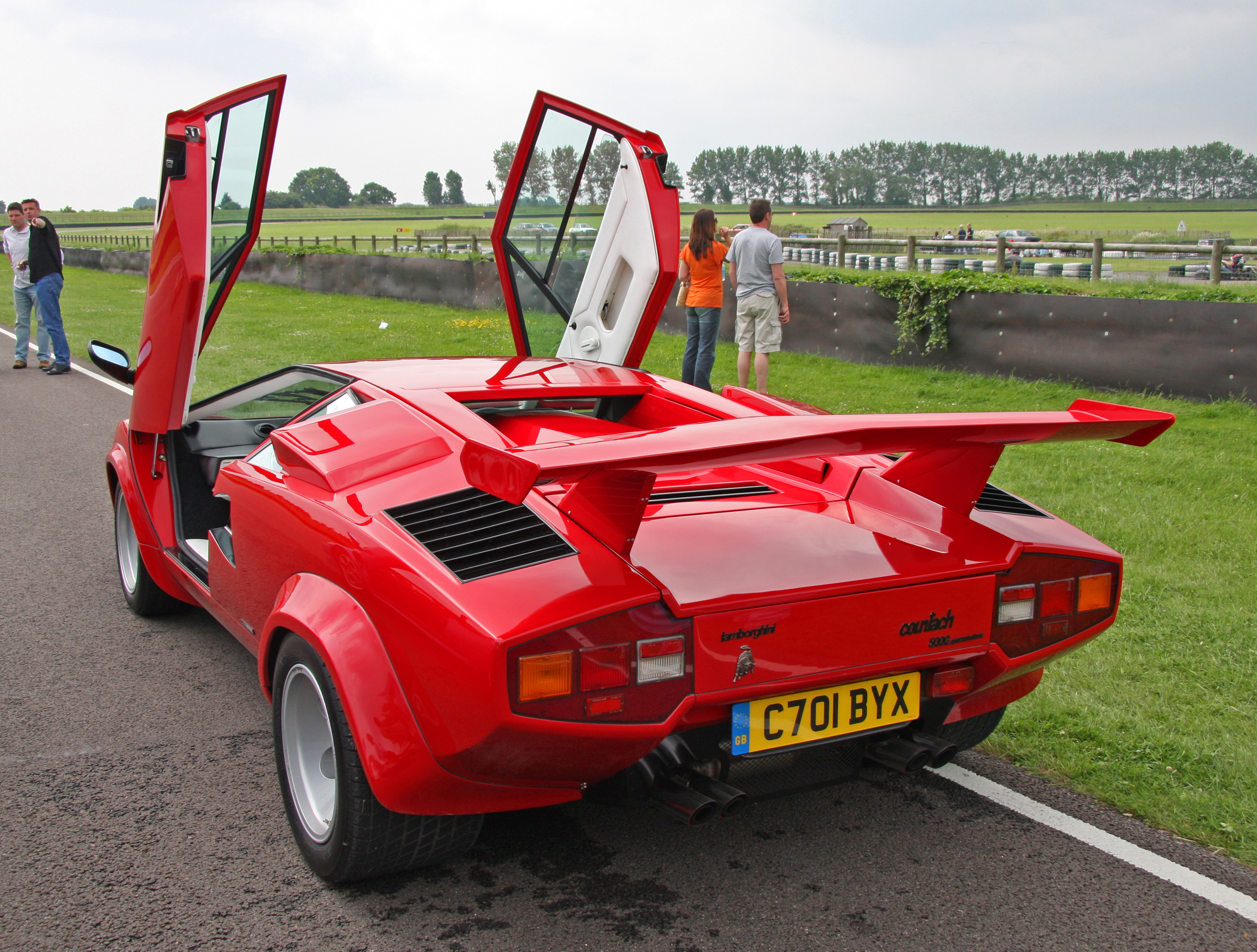
LP 5000 QV.

En 1985, la Countach se voit améliorée pour une troisième fois. Le nouveau moteur passe à 5,2 L et reçoit quatre soupapes par cylindre : « QV » signifie « Quattro Valvole » en italien. Les carburateurs sont déplacés au-dessus du moteur, ce qui nécessite une bosse dans le capot moteur, réduisant de beaucoup la visibilité arrière, déjà très mauvaise. Certains des panneaux de carrosserie en aluminium sont remplacés pour des panneaux en Kevlar.
Dans la version américaine de la LP 5000 QV, le moteur sera à injection. Les seules options disponibles sont l'aileron arrière et un système audio.

### Édition25eanniversaire

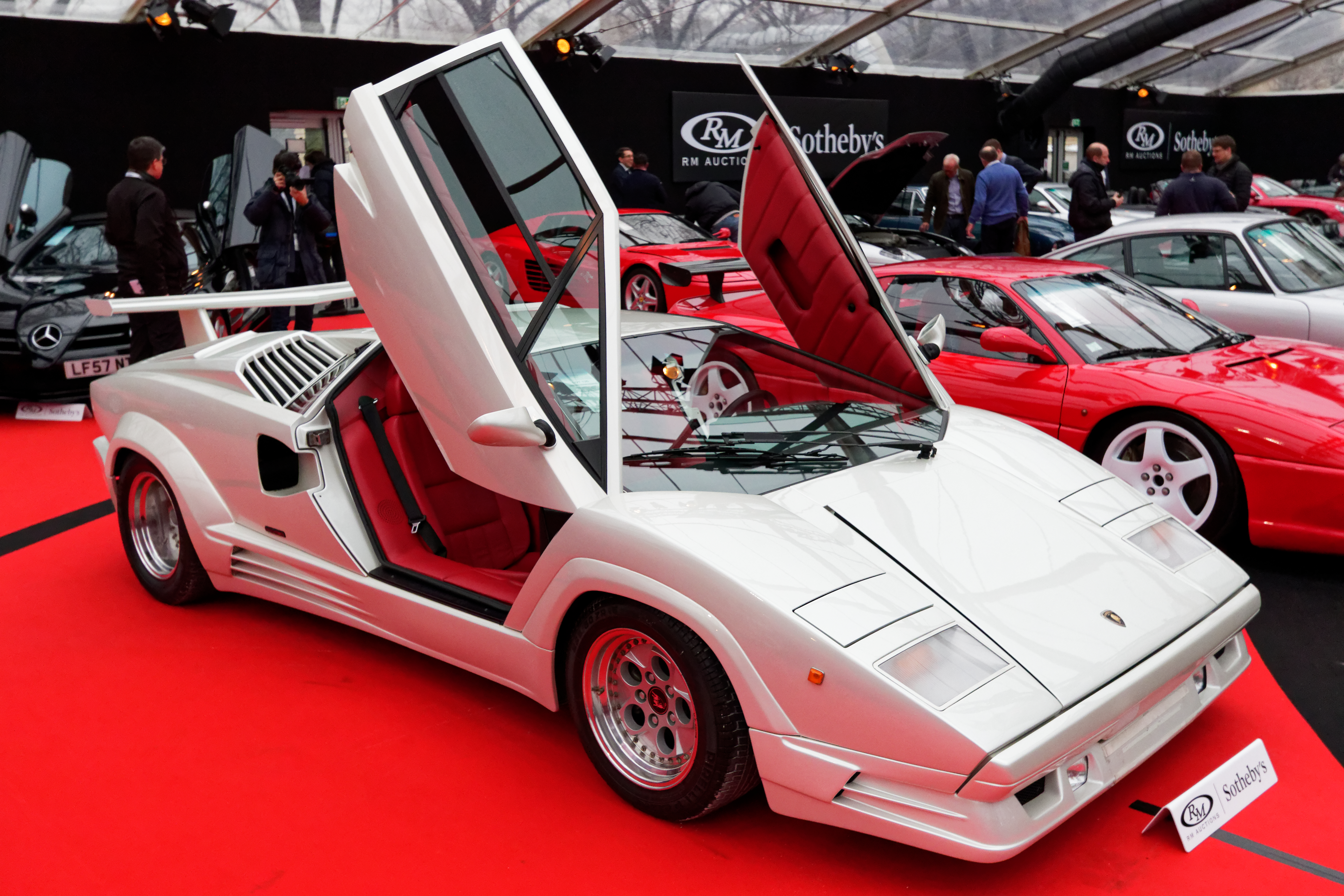

Cette édition est créée en l’honneur des 25 ans du département automobile de Lamborghini. Mécaniquement parlant, le véhicule est très semblable à la LP 5000 QV. Les différences marquantes sont dans la carrosserie. Les entrées d'air sont redessinées et sont plus grosses que les précédentes. Les jupes latérales ont changé de forme, permettant à un plus grand volume d'air d'entrer dans le moteur (un problème sur les versions précédentes). Les feux arrière sont plus étroits. Cette version est la dernière produite, de 1988 à 1991, la Lamborghini Diablo ayant été mise en production en 1990.

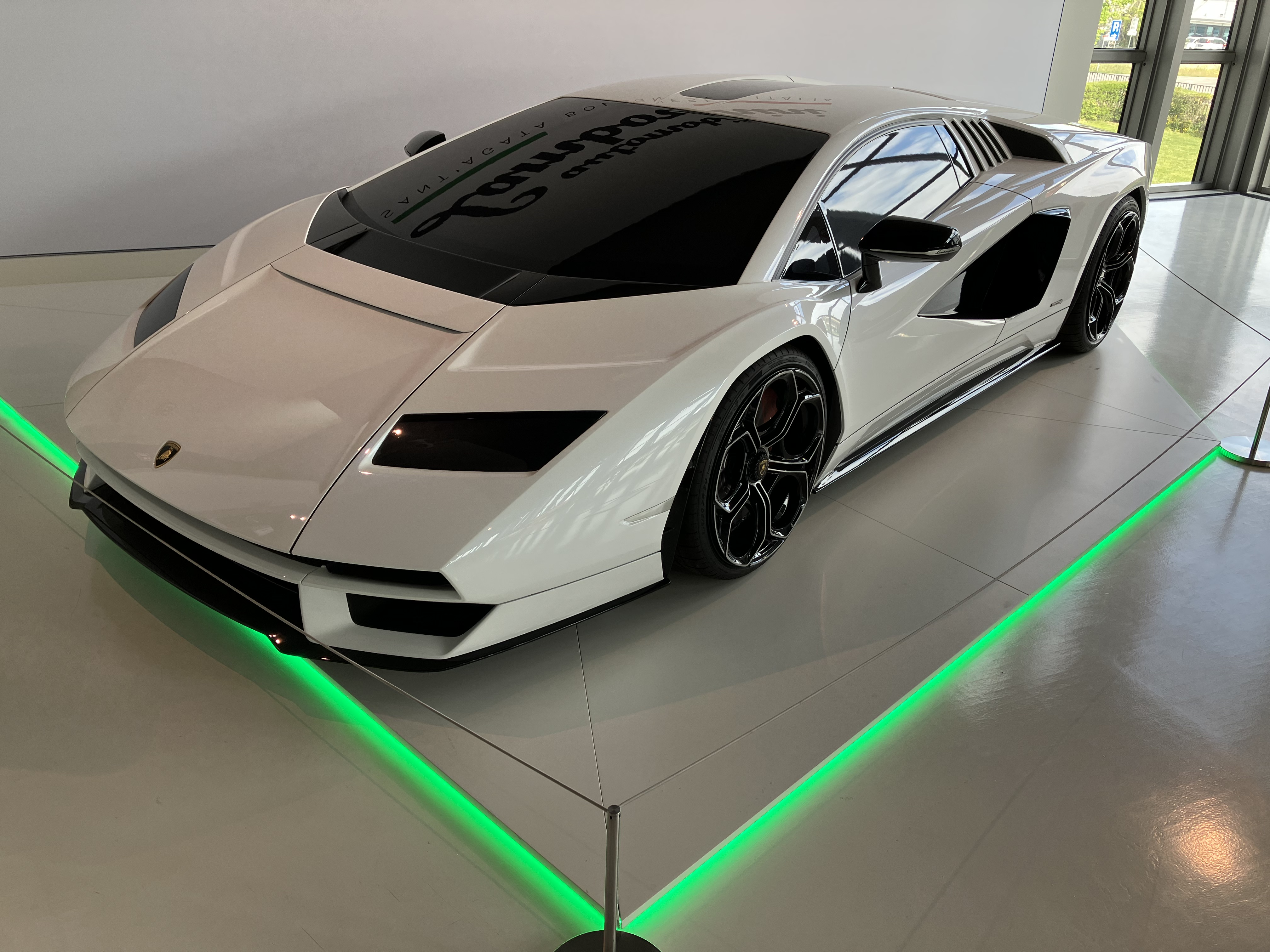
Lamborghini Countach LPI 800-4 (2021).

## LPI 800-4
En 2021 Lamborghini commercialise son nouveau modèle Lamborghini Countach LPI 800-4 en 112 exemplaires, en hommage au nom et design du premier modèle historique de la marque.

## Au cinéma
- 1981 : L'Équipée du Cannonball, de Hal Needham, Countach LP 400S.
- 1988 : Rain Man, de Barry Levinson : durant la scène d'ouverture, le personnage incarné par Tom Cruise fait importer par bateau des voitures de sport aux États-Unis, dont des Lamborghini Countach et des Ferrari.
- 2012: David et Madame Hansen, de et avec Alexandre Astier : le personnage de David découvre une Countach 25ème anniversaire rouge dans le fond d'un garage.
- 2013 : Le Loup de Wall Street, de Martin Scorsese, avec Leonardo DiCaprio, Countach édition 25e anniversaire[5],[6].
- 2022 : Lamborghini : L'Homme derrière la légende, de Robert Moresco[7].

## Télévision
Dans Transformers Génération 1, Les Autobots Sideswipe, Red Alert et Sunstreaker se transforment en Lamborghini Countach LP 500 S.